# ブラックヒースFC
ブラックヒース・フットボールクラブ（英: Blackheath Football Club）は、イングランドのロンドン南東部エルタム・ウェル・ホールを本拠地とするラグビーユニオンクラブである。

## 概要
1858年に創設。クラブは1862年にオープンになって以来、世界最古のオープンなラグビークラブである。この文脈における「オープン」は、会員の身分が、特定の機関（例えば、学校・大学・病院など）に在籍しているか、あるいは過去に在籍した者にだけではなく、誰にでも開かれていることを意味する。また、ダブリン大学フットボールクラブとエディンバラ・アカデミカル・フットボールクラブに次いで世界で3番目に古い、途切れなく存在してきたラグビークラブでもある。ブラックヒース・クラブはイングランドとスコットランドとの間で1871年3月27日にエディンバラで行われた世界初のラグビー国際試合の企画を支援した。その10年後にはイングランドとウェールズとの間の初の国際試合を開催した。ブラックヒースは、シビル・サービスFCと共に、フットボール協会とラグビーフットボール協会の両方の創設メンバーであると主張することができる2つのクラブの1つである。
クラブは現在、ロンドン南東部のウェル・ホールでプレーしている。2015-16シーズンの終了時まではブラックヒースにあるレクトリー・フィールドでプレーしていた。

## 歴史

### 初期史
クラブは、ラグビー校によって人気となった「キャリング（ボールを持って走ること）」が許されるフットボール競技をプレーしたブラックヒース・プロプライエタリ・スクールのOBによって1858年に「ブラックヒース・フットボールクラブ」として設立された。このOBらが在学生と対戦した時、応援者らはそれぞれ「Club」あるいは「School」と叫んで応援した。これが、今日のクラブのサポーターが応援する際に「Blackheath」ではなく「Club」と叫ぶ理由である。
1863年、クラブは単独での突破および「キック・アンド・フォローアップ」の代替戦術として、ボールを選手から選手へとパスする戦術を開発した。
ブラックヒースは、「フットボール」の名を冠した様々な競技の最良で最も受け入れ可能な点を包含する競技規則の枠組みを作るために1863年10月26日にロンドンのフリーメーソンズ・タバーンにて結成されたフットボール協会（FA）の創設メンバーである。ブラックヒースのメンバーのフランシス・モール・キャンベルが出納係に選出された。第5回の会合で、キャンベルは、ハッキングは「フットボール」の必須要素であり、ハッキングの除外は「ゲームでの勇気も気力もすべて追い払うでしょうし、私は多くのフランス人を連れてきて、1週間の練習であなた方を打ち負かすでしょう」と主張した。12月8日の第6回の会合で、キャンベルは、FAが採用しようとしている規則は競技とそれに対する全ての興味を破壊するだろう、と説明してブラックヒースをFAから脱退させた。その他のラグビークラブはこれに続き、フットボール協会に加盟しなかった。このようにして、サッカーとラグビーとの間の大いなる分断が起こった。
1870年12月、リッチモンド・フットボールクラブの主事Edwin Ashが新聞に「ラグビー型のゲームをプレーするものたちは、様々なクラブが他と異なる規則を使ってプレーしており、これがゲームのプレーを困難にしているため、実施規則を作るために集まるべきである」と提案する書簡を発表した。1871年1月26日、22クラブの代表が出席した会合がロンドンのポール・モール・レストランで開かれた。この会合の結果として、ラグビーフットボール協会（RFU）が設立された。ラグビー校の卒業生の3人の弁護士が最初の競技規則を起草し、1871年1月に承認された。ブラックヒースは22の創設クラブの中で今日まで存続している7つのクラブの1つである。

### その後の歴史
ブラックヒースは当初ブラックヒースにあるザ・ヒースで試合をプレーしており、1883年にレクトリー・フィールドに移った。
1871年3月27日、イングランド（ブラックヒースのキャプテンがキャプテンを務め、その他3人のクラブの選手が含まれた）がエディンバラにあるレイバーン・プレースでスコットランドと対戦し、1点差で敗れた。これが歴史上初のラグビーユニオンの国際試合であった。リチャードソンズ・フィールドで1881年2月19日にイングランド対ウェールズの初めての対戦が行われた（イングランドの勝利）。この試合にはイングランド代表としてブラックヒースの選手が4人参加した。
ブラックヒースはオリジナル・オールブラックスの1905-06北半球遠征（史上初のニュージーランドラグビーユニオンのオーストララシア外への遠征）の対戦相手となったチームの1つである。結果は32対0でオールブラックスが勝利した。
1982年、ブラックヒースはダベンポートRUFCが主催したグレンガース・セブンズで優勝した。
レクトリー・フィールドにホームグラウンドを移して158年後、入場料収入を最大化し、将来のための発展を続けるため、2016-17シーズンから練習用グラウンドとして使用していたエルタムにあるウェル・ホールへ移転することを決断した。ブラックヒースは2016年4月30日にレクトリー・フィールドでの最終試合をブレイドンとプレーし、45対17で勝利した。

## タイトル
- ミドルセックス・セブンズ 優勝: 1932, 1958
- ガラ・セブンズ 優勝: 1957
- ケント杯 優勝 (15): 1972, 1977, 1978, 1980, 1981, 1982, 1983, 1984, 1985, 1986, 1987, 1996, 2003, 2009, 2013
- グレンガース・セブンズ メインイベント優勝: 1982
- グレンガース・セブンズ ダベンポート・プレート優勝: 1983
- ナショナルディビジョン3サウス 優勝: 2003-04[6]

## 歴代所属選手
- デイヴィッド・アレン - 2004-16の間、フランカーとして13シーズンプレーし、274試合に出場し、147トライ（リーグ）を記録して、3部でのトライ数で歴代1位となった。イングランド・カウンティーズXV（英語版）で8キャップを記録し、バーバリアンズにも選出された。
- ハロルド・ディングウォール・ベイトソン
- トーマス・ベイトソン
- ジョージ・バートン
- マイク・キャンベル＝ラマートン
- チャールズ・アーサー・クロンプトン、イングランド初の国際試合でプレーした。
- C・B・フライ（英語版）
- ジョン・ギャラガー（英語版）、オールブラックスのメンバー。1987年の第1回ラグビーワールドカップで優勝。
- スティーブ・グレイ、カナダ代表として1987、1991、1995ワールドカップでプレーした。
- トーマス・ガッブ
- スタン・ハリス
- ダーニ・ジョーンズ
- アーデル・カルドーニ、イングランドA代表
- JEC・"バーディー"・パートリッジ
- アレグザンダー・ウィリアム・ピアソン（1854年生）
- チャールズ・ピルマン。第一次世界大戦前にイングランド代表で18回プレーした。
- ロバート・ピルマン。チャールズ・ピルマンの弟で、1914年にイングランド代表としてフランスと対戦し、1916年にベルギーで殺害された。
- E・H・D・Sシューエル（英語版）、スポーツ作家、クリケット選手
- チャールズ・シェラード（1849年–1938年）、イングランド初の国際試合でプレーした。
- ジョー・シンプソン（英語版）
- ミッキー・スキナー（英語版） "The Munch"。
- グラハム・スタンディング
- フレデリック・ストークス（1850年–1929年）[7]、ラグビーイングランド代表の初代キャプテン。
- レナード・ストークス（1856年–1933年）[7]、ラグビーイングランド代表でキャプテンを務めた。
- ヘンリー・テイラー
- ロブ・ウェバー
- ジョシュ・ペーターズ
- ウィル・スチュアート

### 架空の選手
- Dr. ワトスン、シャーロック・ホームズシリーズの登場人物